# Марткопський монастир
Марткопський монастир Ґвтаеба або Мартмкопі Ґвтаеба (груз. მარტყოფის ღვთაების მონასტერი) — діючий чоловічий монастир Мцхето-Тбіліської єпархії Грузинської православної церкви. Розташований у Ґардабанському муніципалітеті, біля сіл Марткопі та Норіо. До Тбілісі 32 км.

## Історія

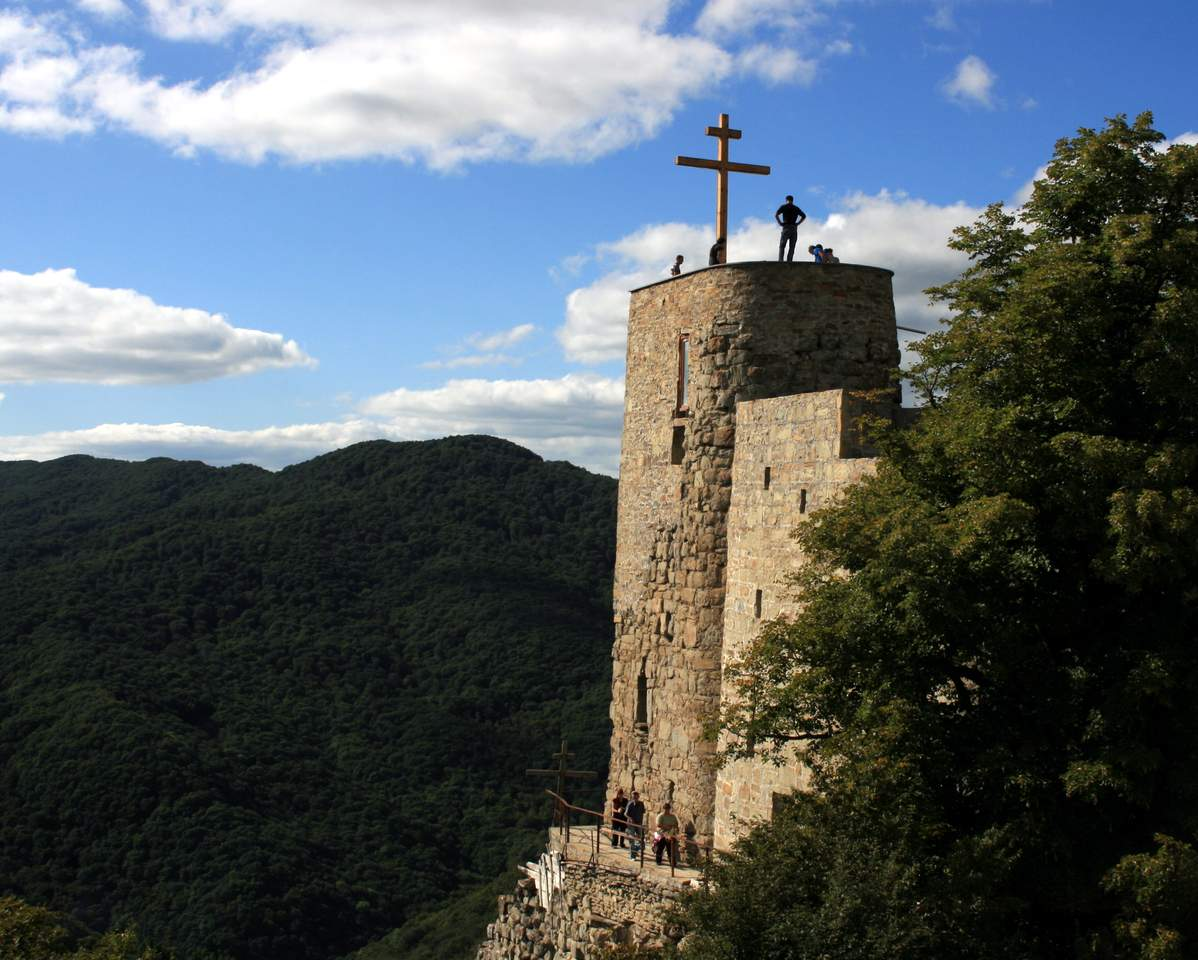
Вежа Антонія

Марткопський монастир заснований в VI столітті св. Антонієм, одним з тринадцяти каппадокійських святих отців, засновників грузинського чернецтва. Після смерті Антоній був похований у церкві Ґвтаеба, в північній частині якої зараз є надгробок у вигляді білої мармурової плити. 
Під час навали Тимура, в 1395 році, монастир був спустошений а образ був втрачений.
У 1752 році монастир був зруйнований дагестанцями та перестав діяти. Копію Спаса вивезли в Тбілісі. У 1818 році її перенесли в Сіонський Ссбор, пізніше — в столичний Музей мистецтв.
У 1823 році монастир постраждав від землетрусу — впав купол і східна стіна монастиря. У 1847 році метрополії Ісидор відновив монастир. Була знайдена могила Святого Антонія та повернений на місце спис образу Спаса.
Зараз монастир являє собою групу будівель на вершині гори. Приблизно по центру монастиря знаходиться головна церква Ґвтаеба, сучасна будівля збудована у XIX столітті. Поруч з монастирем на горі знаходиться вежа святого Антонія. Вежа втратила частину верхніх поверхів.

## Світлини

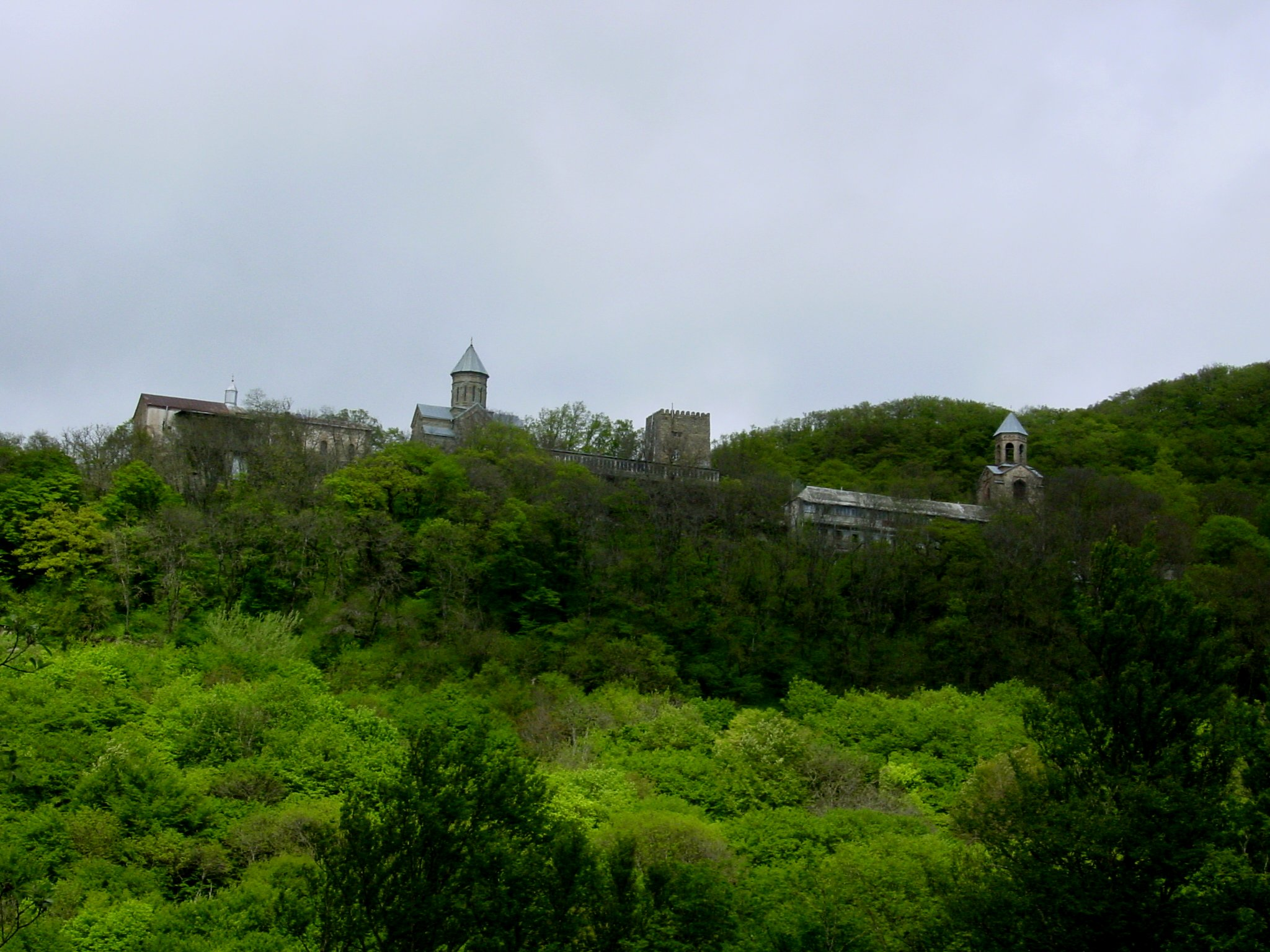
Монастир
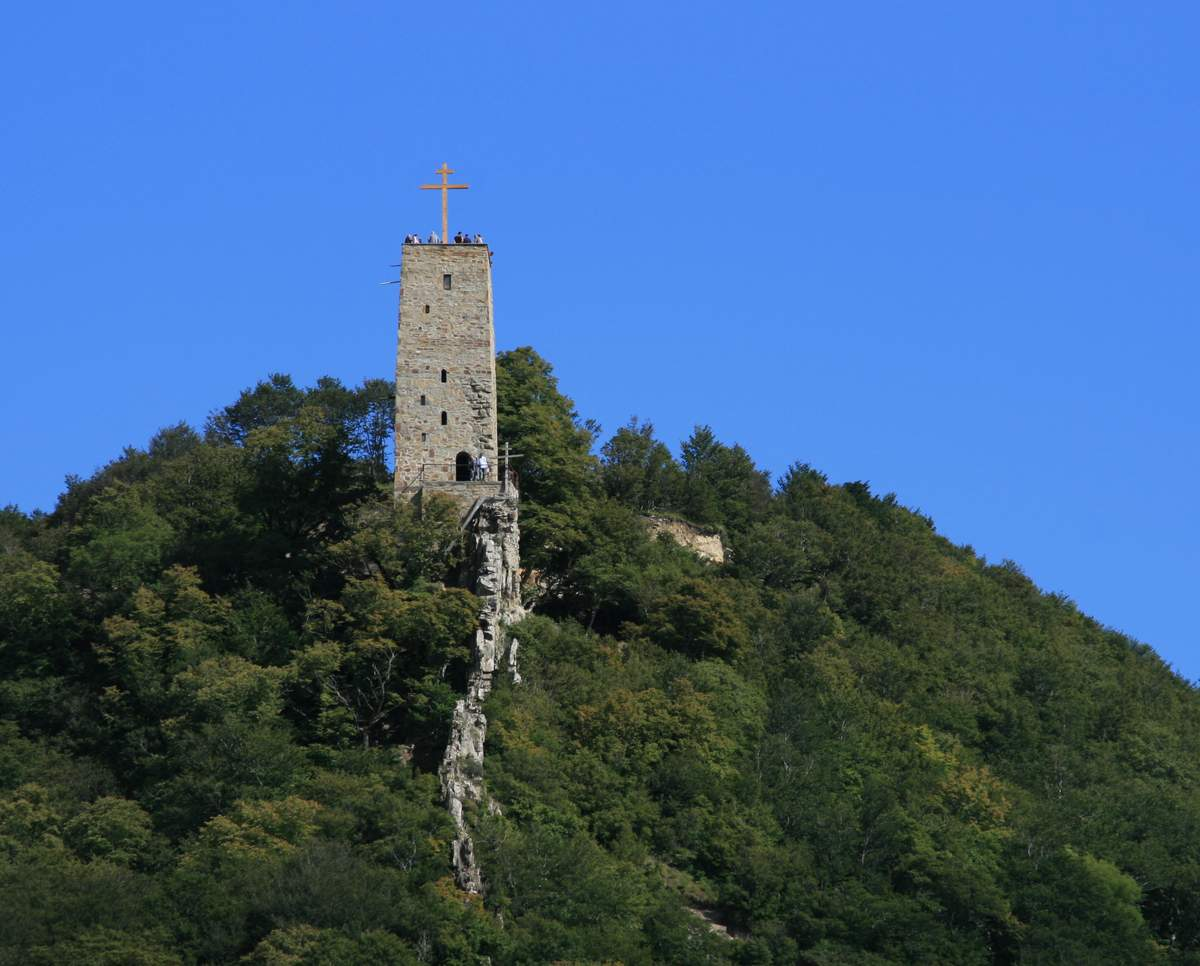
Вежа Антонія
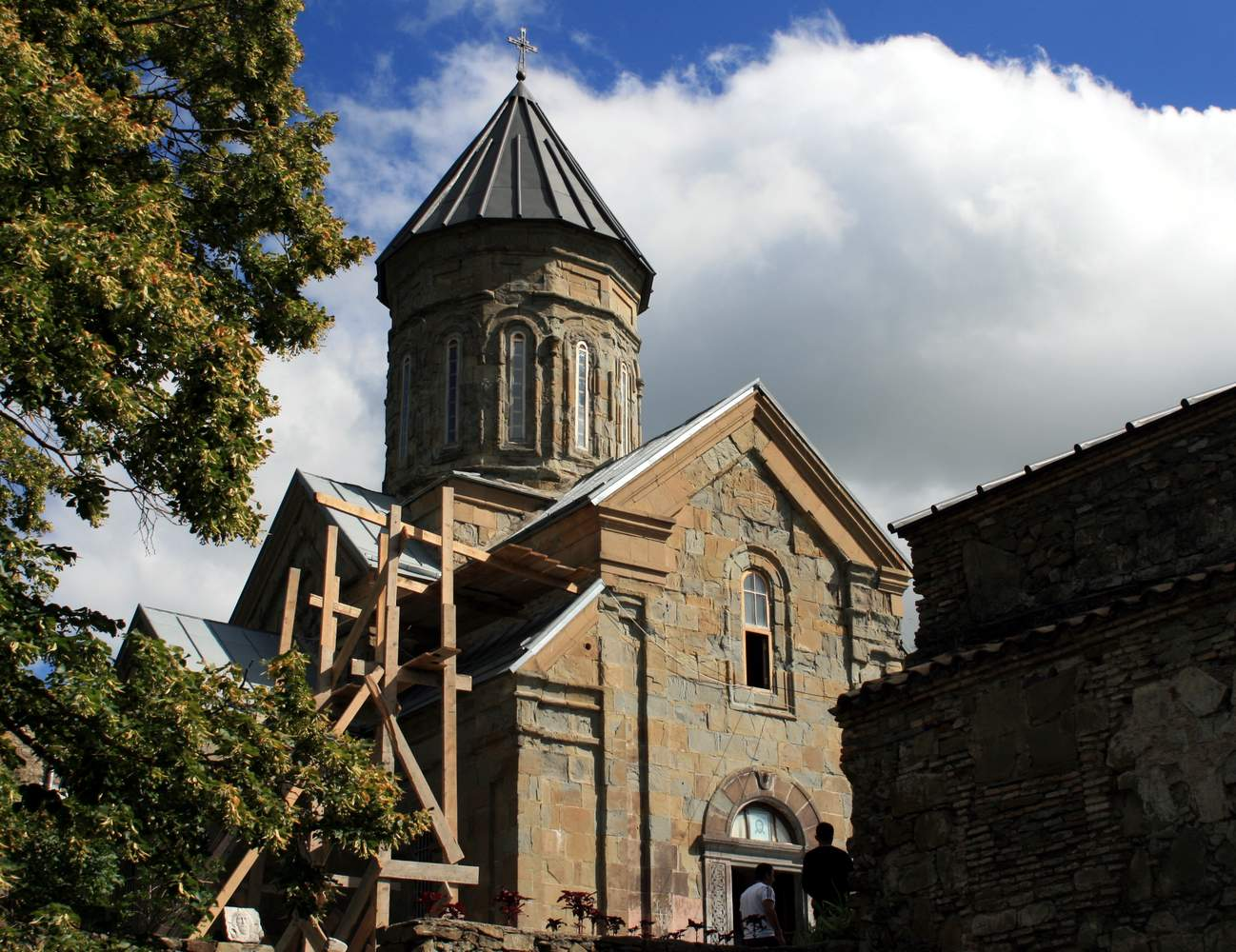
Церква Ґватаеба
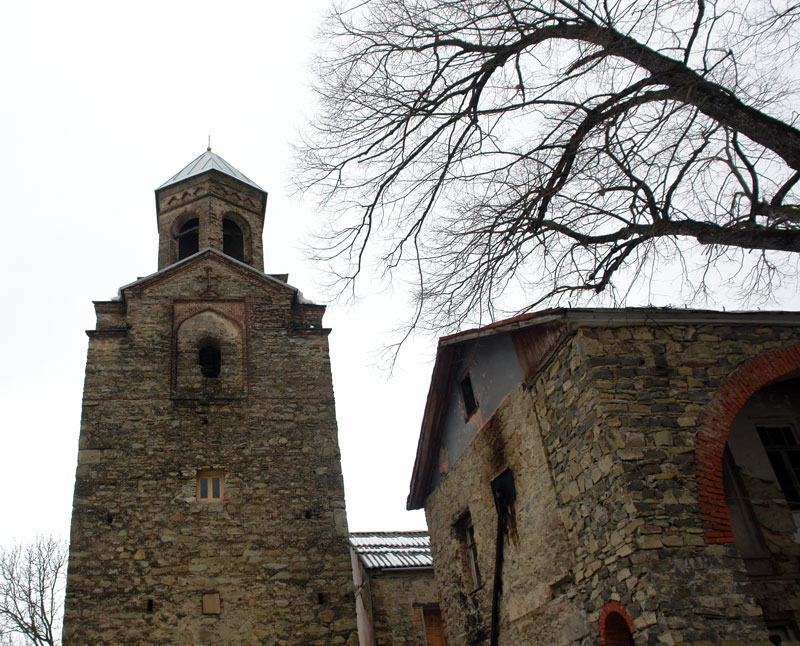